# 263 Dresda
Dresda (asteroide 263) é um asteroide da cintura principal com um diâmetro de 23,24 quilómetros, a 2,6590223 UA. Possui uma excentricidade de 0,0787177 e um período orbital de 1 790,96 dias (4,9 anos).
Dresda tem uma velocidade orbital média de 17,53186557 km/s e uma inclinação de 1,31392º.
Este asteroide foi descoberto em 3 de novembro de 1886 por Johann Palisa.